# حرب بونتياك
حرب بونتياك أو مؤامرة بونتياك أو تمرد بونتياك كانت حربًا بدأت في عام 1763 من خلال اتحاد فضفاض من عناصر من قبائل الأمريكيين الأصليين، بشكل خاص من منطقة البحيرات الكبرى وإقليم إلينوي وإقليم أوهايو الذين كانوا مستائين من السياسات البريطانية بعد الحرب في منطقة البحيرات الكبرى، وذلك بعدما انتصرت بريطانيا في الحرب الفرنسية والهندية (1754–1763). وقد انضم محاربون من العديد من القبائل للانتفاضة في محاولة منهم لطرد الجنود والمستوطنين البريطانيين من المنطقة. وسميت الحرب على اسم زعيم قبلة أوتاوا بونتياك، أبرز قائد بين العديد من القادة المحليين في الصراع.
بدأت الحرب في مايو 1763، عندما هاجم أمريكيون أصليون أساءت إليهم سياسات الجنرال البريطاني جيفري أمهيرست عددًا من الحصون والمستوطنات البريطانية. وتم تدمير ثمانية حصون وتعرض المئات من المستوطنين للقتل أو الأسر، بينما فر الكثيرون من المنطقة. وتوقفت الحرب بعدما أدت الحملات الاستكشافية التي قام بها الجيش البريطاني في عام 1764 إلى مفاوضات سلام استمرت على مدار العامين التاليين. ولم يتمكن الأمريكيون الأصليون من طرد الإنجليز، ولكن دفعت الانتفاضة الحكومة البريطانية إلى تعديل سياساتها التي أشعلت فتيل الصراع.
كانت الحرب الدائرة على حدود أمريكا الشمالية شرسة، وانتشر قتل المساجين واستهداف المدنيين وغيرها من الأعمال الوحشية التنكيلية على نطاق واسع. وفيما يعرف الآن بأشهر حادث شهدته الحرب، حيث حاول الضباط الإنجليز في قلعة بيت إصابة الأمريكيين الأصليين المحاصرين بداء الجدري مستخدمين بطاطين تعرضت للفيروس. وعكس عنف الصراع وغدره الانقسام المتزايد بين المجموعات السكانية المنفصلة من المستعمرين البريطانيين والأمريكيين الأصليين. وعلى عكس المعتقد الشائع، فإن الحكومة البريطانية لم تصدر الإعلان الملكي لسنة 1763 كاستجابة لحرب بونتياك، ومع ذلك لم يقدم الصراع دافعًا لتطبيق الشروط الهندية في الإعلان. ولم يلق هذا الأمر قبولاً لدى المستوطنين البريطانيين، وربما كان إحدى العوامل المبكرة التي ساهمت في قيام الثورة الأمريكية.

## تسمية الصراع
سمي الصراع على اسم أشهر المشاركين فيه، وهو قائد قبيلة الأوتاوا بونتياك، ومن بين التسميات المختلفة «حرب بونتياك» و«تمرد بونتياك» و«انتفاضة بونتياك». ومن التسميات الأولى التي أطلقت على الحرب «حرب كياستو وبونتياك»، حيث «كياستو» هي تهجئة بديلة لجوياسوتا، أحد زعماء سينيكا/مينغو المهمين. وأصبحت الحرب معروفة على نطاق واسع باسم «مؤامرة بونتياك» بعد نشر فرانسيس باركمان لكتاب مؤامرة بونتياك (The Conspiracy of Pontiac) في عام 1851. وما زال كتاب باركمان المهم والمؤثر، والذي يقدم وصفًا دقيقًا للحرب لمدة قرن تقريبًا، يطبع حتى الآن.

## الأصول
في العقود التي سبقت حرب بونتياك، شاركت فرنسا وبريطانيا العظمى في سلسلة من الحروب في أوروبا شملت الحروب الفرنسية والهندية في أمريكا الشمالية. كانت أكبر هذه الحروب هي حرب السنوات السبع في جميع أنحاء العالم، والتي خسرت فرنسا فيها فرنسا الجديدة في أمريكا الشمالية لصالح بريطانيا العظمى. انتهى معظم القتال في مسرح الحرب في أمريكا الشمالية، والذي يُطلق عليه عمومًا الحرب الفرنسية والهندية في الولايات المتحدة، أو حرب الفتح في كندا الفرنسية، بعد أن استولى الجنرال البريطاني جيفري أمهيرست على مونتريال الفرنسية عام 1760.
احتلت القوات البريطانية حصونًا في ولاية أوهايو ومنطقة البحيرات العظمى التي تمركز الفرنسيون سابقًا. حتى قبل انتهاء الحرب رسميًا بمعاهدة باريس (1763)، بدأ التاج البريطاني في تنفيذ تغييرات في السياسة لإدارة الأراضي الأمريكية الموسعة بشكل كبير. كان للفرنسيين منذ فترة طويلة تحالفات مع القبائل الهندية، لكن النهج البريطاني لفترة ما بعد الحرب عامل الهنود أساسًا كشعب مهزوم. لم يمض وقت طويل حتى وجد الهنود أنفسهم غير راضين عن الاحتلال البريطاني.

### القبائل المنخرطة
عاش الهنود الأمريكيون المشاركون في حرب بونتياك في منطقة غامضة التحديد لفرنسا الجديدة تُعرف باسم الدولة العليا، والتي طالبت بها فرنسا حتى معاهدة السلام في باريس عام 1763. كان الهنود من الدولة العليا من عدة قبائل مختلفة. كانت هذه القبائل عبارة عن مجموعات لغوية أو عرقية وليست وحدات سياسية. لم يتحدث أي زعيم عن قبيلة بأكملها، ولم تتصرف أي قبيلة في انسجام تام. مثلًا، لم تخوض أوتاوا الحرب كقبيلة؛ اختار بعض قادة أوتاوا القيام بذلك، بينما شجب زعماء أوتاوا الآخرون الحرب وابتعدوا عن الصراع.
تتكون قبائل الدولة العليا من ثلاث مجموعات أساسية. تألفت المجموعة الأولى من قبائل منطقة البحيرات العظمى: الأوتاويون والأوجيبوييون والبوتاواتوميون، الذين تحدثوا بلغات ألجونكويان والهورونيين الذين تحدثوا اللغة الإيروكوية. كانوا منذ فترة طويلة متحالفين مع سكان فرنسيين يعيشون معهم ويتاجرون ويتزاوجون. انزعج هنود البحيرات العظمى عندما علموا أنهم كانوا تحت السيادة البريطانية بعد خسارة فرنسا لأمريكا الشمالية. عندما استولت حامية بريطانية على حصن ديترويت من الفرنسيين عام 1760، حذرهم الهنود المحليون من أن هذا البلد قد منحه الله للهنود. عندما وصل أول إنجليزي إلى حصن ميتشيليماكيناك، أخبره زعيم قبيلة مينافانا أوجيبوي «أيها الرجل إنجليزي، على الرغم من أنك هزمت الفرنسيين، إلا أنك لم تهزمنا بعد!».
كانت المجموعة الثانية مكونة من قبائل من شرق ولاية إلينوي، والتي تضمنت المياميون، الويز والكيكابويون والوماسكوتين والبيانكاشيون. مثل قبائل البحيرات العظمى، كان لهؤلاء الأشخاص تاريخ طويل من العلاقات الوثيقة مع الفرنسيين. طوال الحرب، لم يكن البريطانيون قادرين على إبراز قوتهم العسكرية في ولاية إلينوي، التي كانت على الحافة الغربية النائية للصراع. كانت قبائل إلينوي آخر من تعامل مع البريطانيين.
تألفت المجموعة الثالثة من قبائل ولاية أوهايو: الديلاواريون (لينابي) والشونيون والويندوتيون والمينغويون. هاجر هؤلاء الناس إلى وادي أوهايو في وقت سابق من القرن هربًا من الهيمنة البريطانية والفرنسية والإيروكوية. على عكس قبائل البحيرات العظمى وإلينوي، لم تكن قبائل أوهايو مرتبطة بشكل كبير بالنظام الفرنسي، على الرغم من أنهم قاتلوا كحلفاء لفرنسا في الحرب السابقة في محاولة لطرد البريطانيين. لقد عقدوا سلامًا منفصلاً مع البريطانيين على أساس انسحاب الجيش البريطاني. ولكن بعد رحيل الفرنسيين، عزز البريطانيون حصونهم بدلاً من التخلي عنها، وهكذا ذهب أهل أوهايو إلى الحرب عام 1763 في محاولة أخرى لطرد البريطانيين.
خارج الدولة العليا، لم يشارك الإيروكيون كمجموعة في حرب بونتياك بسبب تحالفهم مع البريطانيين، المعروف باسم سلسلة العهد. ومع ذلك، فإن أمة الإيروكوا الواقعة في أقصى الغرب، قبيلة سينيكا، أصبحت مستاءة من التحالف. في وقت مبكر من عام 1761، بدأ السينيكيون بإرسال رسائل حرب إلى قبائل البحيرات العظمى وأوهايو، لحثهم على الاتحاد في محاولة لطرد البريطانيين. عندما اندلعت الحرب أخيرًا في عام 1763، سارع العديد من السينيكيين إلى اتخاذ إجراءات.

### سياسات أمهيرست
كان الجنرال جيفري أمهيرست، القائد العام للقوات المسلحة البريطانية في أمريكا الشمالية، مسؤولاً عن إدارة السياسة تجاه الهنود الأمريكيين، والتي تنطوي على مسائل عسكرية وتنظيم تجارة الفراء. اعتقد أمهيرست أنه مع خروج فرنسا من الصورة، سيتعين على الهنود قبول الحكم البريطاني. كان يعتقد أيضًا أنهم غير قادرين على إبداء أي مقاومة جدية للجيش البريطاني، وبالتالي، من بين 8000 جندي تحت قيادته في أمريكا الشمالية، تمركز حوالي 500 فقط في المنطقة التي اندلعت فيها الحرب. بذل أمهيرست وضباط مثل الرائد هنري غلادوين، قائد حصن ديترويت، القليل من الجهد لإخفاء ازدرائهم للهنود؛ اشتكى المتورطون في الانتفاضة كثيرًا من أن البريطانيين لم يعاملوهم أفضل من معاملة العبيد أو الكلاب.
حصل استياء هندي إضافي من قرار أمهيرست في فبراير 1761 بتقليص الهدايا الممنوحة للهنود. كان تقديم الهدايا جزءًا لا يتجزأ من العلاقة بين الفرنسيين وقبائل الدولة العليا. وفقًا لعادات هندية تحمل معنى رمزي مهم، قدم الفرنسيون هدايا (مثل البنادق والسكاكين والتبغ والملابس) لزعماء القرى الذين وزعوها على شعوبهم. اكتسب الزعماء مكانة بهذه الطريقة، ما مكنهم من الحفاظ على التحالف مع الفرنسيين. اعتبر الهنود ذلك جزءًا ضروريًا من الدبلوماسية التي تتضمن قبول الهدايا مقابل مشاركة الآخرين في أراضيهم. اعتبر أمهيرست أن هذه رشوة لم تعد ضرورية، خاصة أنه كان يتعرض لضغوط لخفض النفقات بعد الحرب. اعتبر العديد من الهنود هذا التغيير في السياسة إهانة وإشارة إلى أن البريطانيين كانوا ينظرون إليهم على أنهم شعوب محتلة وليس كحلفاء.
بدأت أمهيرست أيضًا في تقييد كمية الذخيرة والبارود التي يمكن للتجار بيعها للهنود. وبينما كان الفرنسيون دائمًا يوفرون هذه الإمدادات، لم يثق أمهيرست بالهنود، خاصة بعد تمرد الشيروكي عام 1761، إذ حمل محاربو الشيروكي السلاح ضد حلفائهم البريطانيين السابقين. فشلت المجهود الحربي شيروكي بسبب نقص البارود. كان أمهيرست يأمل في إمكانية منع الانتفاضات المستقبلية عن طريق الحد من توزعها. أدى هذا إلى استياء ومشقة لأن البارود والذخيرة ساعدا الهنود على توفير الطعام لأسرهم والجلود لتجارة الفراء. اعتقد العديد من الهنود أن البريطانيين كانوا ينزعون أسلحتهم تمهيدًا للحرب. حذر السير ويليام جونسون، المشرف على الإدارة الهندية، أمهيرست من خطر تقليص الهدايا والبارود، دون جدوى.